# Op-ed
Op-ed (сокр. от англ. opposite the editorial page — «напротив передовицы», часто перепутываемая с «мнением редакции» от англ. opinion-editorial) — газетная или журнальная статья, расположенная напротив страницы редактора, в которой выражается мнение названного автора, обычно не связанного с редакцией этого печатного издания. Статьи op-ed отличаются от передовиц и писем редактору.

## История
Хотя обычные страницы редактора, отражающие мнение руководства газеты, печатались в газетах на протяжении многих веков, современные обзорные страницы происходят от модели op-ed внедренной в 1921 году Гербертом Байярдом Своупом в нью-йоркской газете The Evening World. Он занял должность редактора в 1920 году и понял, что страница напротив редакторской была «всеобъемлющим вместилищем книжных рецензий, некрологов и событий из жизни общества». Ему же пришло в голову, что нет ничего интереснее для читателей, чем мысль, — если эта мысль интересна, поэтому он разработал особый метод публикации материалов и печатал мысли, не обращая внимания на факты, что перевернуло журналистское дело в Соединённых Штатах. Он был первым газетчиком, который использовал концепцию op-ed, печатая рядом со страницей редактора полемизирующую с ней статью, что, несомненно, делало материалы ещё острее.
Первые «современные» обзорные страницы, то есть те, на которые привлекались участники извне газеты, появились в 1970 году в газете The New York Times под руководством ее нового редактора Джона Б. Окса. Так появилась новая рубрика — так называемая Op Ed Page. На этой странице впервые начали печатать мнения, не совпадающие с мнением редакции газеты. Как правило, это была статья эксперта, который возможно раньше и появлялся на страницах издания, но не входил в состав редколлегии. Эта новация в те времена была совершенно революционной, такой как появление интернета и форумов позже. Рубрика имела небывалый успех и стала образцом для многих других газет.